# Codicheira
Codicheira ou Codixeira é um lugar da freguesia de Aguçadoura, município da Póvoa de Varzim, Portugal. No censo de 2001 tinha 1655 habitantes.
Situa-se  na parte norte da freguesia, ocupando cerca de 1/3 da sua área. É limitado a poente, pelo mar; a sul, pelos lugares da Aldeia e Fieiro; a nascente, pelos limites com Navais e a norte pelos limites com a Estela. Este lugar é atravessado por uma ribeira, e a parte situada na sua margem norte embora sendo parte deste lugar é mais conhecida por Barranha.
É neste lugar que se situam a sede da junta de freguesia, o campo de futebol e a escola primária nº3 (Escola da Barranha).